# Fleksitar
En fleksitar, også kaldet en fleksibel vegetar, er en person som generelt spiser vegetarisk, men godt kan gøre undtagelser og spise kød nu og da. Fleksitarer har ofte taget et valg om kun at spise kød i meget små mængder og kun for at få den optimale ernæringsmæssige kombination af vegetariske og animalske produkter.